# Cibercultura
La cibercultura és la cultura que ha sorgit d'Internet. Comprèn tant les formes culturals convencionals que aprofiten el ciberespai com a mitjà de difusió com les noves formes de creació i de difusió que fa possible Internet. Té precedents en l'automatització del segle xx i les xarxes socials creades per internet, així com en determinades obres de ciència-ficció.

## Descripció
És un neologisme que combina les paraules cultura i el prefix ciber, en relació amb la cibernètica, així com el relacionat amb la realitat virtual. Són les tecnologies de la informació i la comunicació que han generat una gran revolució en la manera d'accedir, apropiar-se i transmetre la informació. Van generar nous desenvolupaments socials, polítics i econòmics, que és el que el comú de la gent interpreta com cibercultura. Segons Derrick de Kerckhove, és des del computador on s'ha configurat un llenguatge universal: el digital. La cibercultura es pot apreciar des de tres punts de vista: a) Interactivitat, que és la relació entre la persona i l'entorn digital definit pel maquinari que els connecta als dos, b) Hipertextualitat: que és l'accés interactiu a qualsevol cosa des de qualsevol part. És una nova condició d'emmagatzematge i lliurament de continguts, ic) Connectivitat: que és el potenciat per la tecnologia, per exemple internet.

## Característiques
No es pot parlar d'una sola cibercultura com tampoc no es pot parlar d'una sola cultura humana sense caure en l'excessiva simplificació. Malgrat el caràcter ràpidament canviant del món virtual, la cibercultura té uns trets dominants:
- la presència dels ordinadors i la xarxa
- el pes de la informació
- els vincles difusos i les personalitats construïdes a mida o durant un cert temps
- els múltiples cercles de relació o comunitats de cada subjecte, centrats en una sèrie de llocs web
- globalització, en no dependre d'un espai geogràfic concret
- terminologia i activitats específiques

## Cibercultura i globalització
El desenvolupament de les tecnologies de la informació ha fet reviure la idea del veïnatge universal de Marshall Mac Luhan i va donar un nou impuls al procés de la globalització. Segons alguns teòrics en constitueix el nucli. És el cas de Manuel Castells per a qui la societat i l'economia globals actuals es caracteritzen per la seva capacitat per funcionar com una unitat, en temps real, a escala planetària. Castells proposa una distinció entre societat de la informació i societat "informacional", terme últim que pretén subratllar l'atribut d'una forma específica d'organització social tecnològicament avançada, en què la generació, processament i transmissió de la informació s'han transformat en les principals fonts de productivitat i de poder.
Un altre concepte que pren valor és el de l'inconscient col·lectiu com una identitat que transcendeix totes les diferències culturals de l'estructura de la ment. Douglas Rushkoff planteja en el seu llibre Ciberia la possibilitat que els éssers humans es converteixin en les neurones del planeta. Per Rodolfo Llinás la Xarxa és una bona candidata, quant a requisits potencials, per suportar la consciència de molts en una ment col·lectiva.
Un dels mites que s'ha introduït a través de la Internet és el de l'Avatar i el culte a la doble personalitat, en l'ús freqüent que es fa d'un avatar per donar-li personalitat a un usuari, sense tenir en compte que l'estimulació de la ment perquè assumeixi el control de la personalitat, pot acabar en possessió o obsessió, considerat per la psicologia com un Trastorn de personalitat, 4 en particular el Trastorn d'identitat dissociatiu.
L'antropòleg Arturo Escobar, en l'article «Benvinguts a Cyberia», descriu des del punt de vista de l'antropologia, els desafiaments que la cibercultura exigeix per als nous desenvolupaments teòrics en les ciències socials i en especial en l'antropologia. No obstant això, aproximacions com és el cas dels estudis de ciència, tecnologia i societat, així com anàlisis crítiques sobre la modernitat comencen a analitzar l'impacte que tenen l'ús generalitzat de les tecnologies de la informació en les transformacions de la vida social contemporània. Aquestes són algunes línies d'investigació que comencen a desenvolupar:
1.Producció i ús de les tecnologies de la informació.
2.Estudis sobre comunitats i xarxes socials virtuals.
3.Estudios de cultura popular de la ciència i la tecnologia.
4.Estudis de comunicació i tecnologies de la informació.
5.Economía política de la cibercultura.

## Cibercultura en la cultura popular
Creences i mites sobre la cibercultura es poden identificar en sèries i pel·lícules de ciència-ficció on es concep l'ésser humà com un mecanisme integrat per bits abans que un organisme integrat per àtoms: un Ésser digital. És el cas de l'anime Serial Experiments Lain en el que cobra importància la ressonància Schumann com a fonament de la telecomunicació. D'altra banda, a la pel·lícula The Matrix es planteja el concepte de furoner de la següent manera: «Tota història sobre vampirs, homes llop i extraterrestres és un programa que està assimilant un altre programa, que fa alguna cosa que no hauria de fer. Un programa ho fa quan va a ser esborrat. El programa pot amagar-se en Matrix o tornar a la font.»
A la pel·lícula The Thirteenth Floor plantegen el concepte d'usuari en la realitat virtual com l'ànima d'una persona.